# 郑州上街机场
郑州上街机场位于中华人民共和国河南省郑州市上街区西北部，为一座通用航空机场。

## 历史
上街机场始建于1959年，由河南省航空俱乐部筹建。机场当时占地面积80公顷，设一条土质跑道，可供运-5以下的小型飞机使用，当时主要是进行滑翔训练用。1961年举行开航典礼。1966年文化大革命期间，训练活动停止，机场于1969年实行军事管制，并于1970年由部队投资修建一条长2200米、宽40米、厚0.15米的混凝土跑道。1975年，在上街机场设立航空运动学校，位于机场西院，东院则仍为空军驻地。
2000年，机场正式转型为通用机场，设有2个小型机库，2个小型油库，主要起降运-5和初教-6等小型飞机。2014年，以上街机场为核心区的郑州通航试验区总体规划获批，对上街机场的改扩建工程亦开始进行。2014年8月，上街机场的跑道加宽至45米，并在两端设置防吹坪和掉头坪。同年9月，上街机场通过中国民航中南管理局验收认证，并正式启用IATA代码“HSJ”。
2017年，上街机场完成改造升级，机场飞行区等级达到4C，可满足波音737和空中客车A320等机型的起降需求。2018年4月26日，1架波音737BBJ公务机降落上街机场，为该机场首次降落此级别的飞机。2019年7月，上街机场正式获批河南省首张A1类通用航空机场使用许可证，成为最高级别的通用航空机场之一，可开展10座以上的航空器商业载客飞行活动。

## 设施
截至2019年，上街机场拥有一条长2000米、宽45米的的沥青跑道，并设有面积10万平方米的停机坪、机库20座、夜航灯光、气象自动观测系统及全向信标/测距台、高7层的塔台等设施。综合服务楼建筑面积达2万平方米，可为在上街机场起降、转场的通航企业提供商务、办公、票务等服务。

## 意外事故
2018年4月25日，一架于上街机场参加2018年郑州航展的Starjammer星舞飞机（注册编号N49EW），在进行组装试飞时发生意外坠毁，飞行员埃格林·威尔斯（Eglin Wells）身亡。